# Ліленков Георгій Павлович
Георгій Павлович Ліленков (рос. Георгий Павлович Лиленков; 11 жовтня 1900 — 7 січня 1967) — радянський воєначальник, генерал-майор (30.05.1942).

## Життєпис
Народився в селі Новий Усад, нині — Арзамаський район Нижньогородської області Росії. У 1915 році закінчив двухкласне міністерське училище.
У лавах РСЧА з червня 1919 року — червоноармієць і молодший командир 7-го Приволзького запасного полку, з вересня того ж року — курсант і молодший командир 1-го запасного полку Західного фронту. Член РКП(б) з 1920 року. У 1921 році закінчив 31-і Смоленські командні курси. Учасник громадянської війни в Росії. За участь у придушенні Кронштадського повстання нагороджений орденом Червоного Прапора (№ 9652). У 1923 році закінчив відділення середнього командного складу «Постріл» школи 3-го Комінтерну.
У 1936 році закінчив Військову академію імені М. В. Фрунзе.
Учасник боїв на річці Халхин-Гол у 1939 році.
З грудня 1940 по березень 1941 року — заступник командира 51-ї стрілецької дивізії; з березня по червень 1941 року — командир 211-ї стрілецької дивізії; у червні—липні 1941 року — начальник Ярославського піхотного училища; з 12 липня по 16 грудня 1941 року — командир 288-ї Дновської стрілецької дивізії.
На фронтах німецько-радянської війни з 15 серпня 1941 року. Воював на Волховському, Донському, Південно-Західному, Ленінградському, Південному та 2-му Українському фронтах. Був контужений 2 вересня 1941 року в районі Волховського залізничного мосту. З 5 січня 1942 року — командир 259-ї стрілецької дивізії 52-ї армії; з 10 березня 1942 року — командир 378-ї стрілецької дивізії 59-ї армії; з 30 червня 1942 року — командир 4-ї гвардійської стрілецької дивізії. У січні 1944 року закінчив прискорений курс Вищої військової академії імені К. Є. Ворошилова. З лютого 1944 року і до кінця війни — командир 36-ї гвардійської стрілецької дивізії 7-ї гвардійської армії.
З травня 1945 по травень 1947 року — начальник Симферопольського військового піхотного училища. З липня 1947 по травень 1951 року — начальник Кемеровського військового піхотного училища. У 1951—1954 роках — начальник Омського Червонопрапорного військового піхотного училища імені М. В. Фрунзе.
У жовтні 1954 року вийшов у запас. Мешкав у місті Горький, де й помер. Похований на Староавтозаводському кладовищі міста.

## Нагороди
Нагороджений орденом Леніна (21.02.1945), чотирма орденами Червоного Прапора (1921, 21.02.1944, 03.11.1944, …), орденами Суворова 2-го ступеня (13.09.1944), Кутузова 2-го ступеня (28.04.1945), Вітчизняної війни 1-го ступеня (29.03.1943) і медалями.